# Лампа
Вижте пояснителната страница за други значения на Лампа.
Лампата е устройство, създаващо изкуствено осветление. При повечето съвременни лампи източникът на светлина е електрически – лампа с нажежаема жичка, флуоресцентна лампа и други. Освен източник на светлина лампите често включват отражател, насочващ светлината, апертура с или без лещи и външна обвивка с декоративни и предпазни функции.